# سام دانا
سام دانا (بالإنجليزية: Sam Dana)‏ هو لاعب كرة قدم أمريكية أمريكي، ولد في 7 أغسطس 1903 في بروكلين في الولايات المتحدة، وتوفي في 29 أكتوبر 2007 في بوفالو في الولايات المتحدة.